# Житловий будинок Барбаріго
Житловий будинок Пелагеї Гнатівни Барбаріго — пам'ятка архітектури місцевого значення в Одесі (Рішення Одеського облвиконкому № 580 від 27.12.1991 р.). Будинок розташований у курортному районі — Малому Фонтані на Французькому бульварі, 21.

## Історія
У середині ХІХ ст. ділянка належала статському раднику Віктору Карловичу Енно, наприкінці ХІХ ст. вона перейшла у власність Миколи Барбаріги. У 1898 році і до кінця 1900-х років ділянка належала Ф. І. Барбаріго, після чого перейшла у власність Пелагеї Іванівни Барбаріго. У 1912 році на її замовлення був споруджений двоповерховий будинок, що на відміну від більшості споруд Французького бульвару виходив фасадами на червоні лінії вулиці і провулку.
У будинку розміщувалась бакалійна крамниця Євдокії Лікардопуло, проживали: Пелагея Гнатівна Барбаріго, штабс-капітан Микола Дмитрович Добровольський, Євдокія Лікардопуло, Дмитро Еммануїлович Лікардонопуло, працівниця фінансового відділу Міської управи Євгенія Василівна Циварьова.

## Архітектура
Будинок споруджений одеським будівельником цивільнім інженером Жеромом Левовичем Гофманом, автор проекту споруди є невідомим. Будинок двоповерховий, з мезоніном. У плані споруда прямокутна, парадний фасад влаштований з боку бульвару. У будинку присутні як парадні, так і службові сходи. Парадні сходи розташовані з боку Удільного провулку, фасад з даного боку вирішений у стилі неокласицизму. Станом на початок 1910-х років парадні сходи не використовуються. З боку протилежного фасаду, що виходить у бік ділянки розташовані службові сходи з яких також є можливість потрапити до мезоніну. Дані сходи виконані з металу. Парадний фасад оздоблений лаконічно із застосуванням елементів у стилі неокласицизму, як також зустрічаються у прибутковому будинку Тарасевича і Косаговського (ців. інж. Ф. Е. Кюнер, 1912 р.). Характерною особливістю будинку Барбаріго є високий фронтон, що прикрашений рельєфними візеруками і аттик.

## Галерея

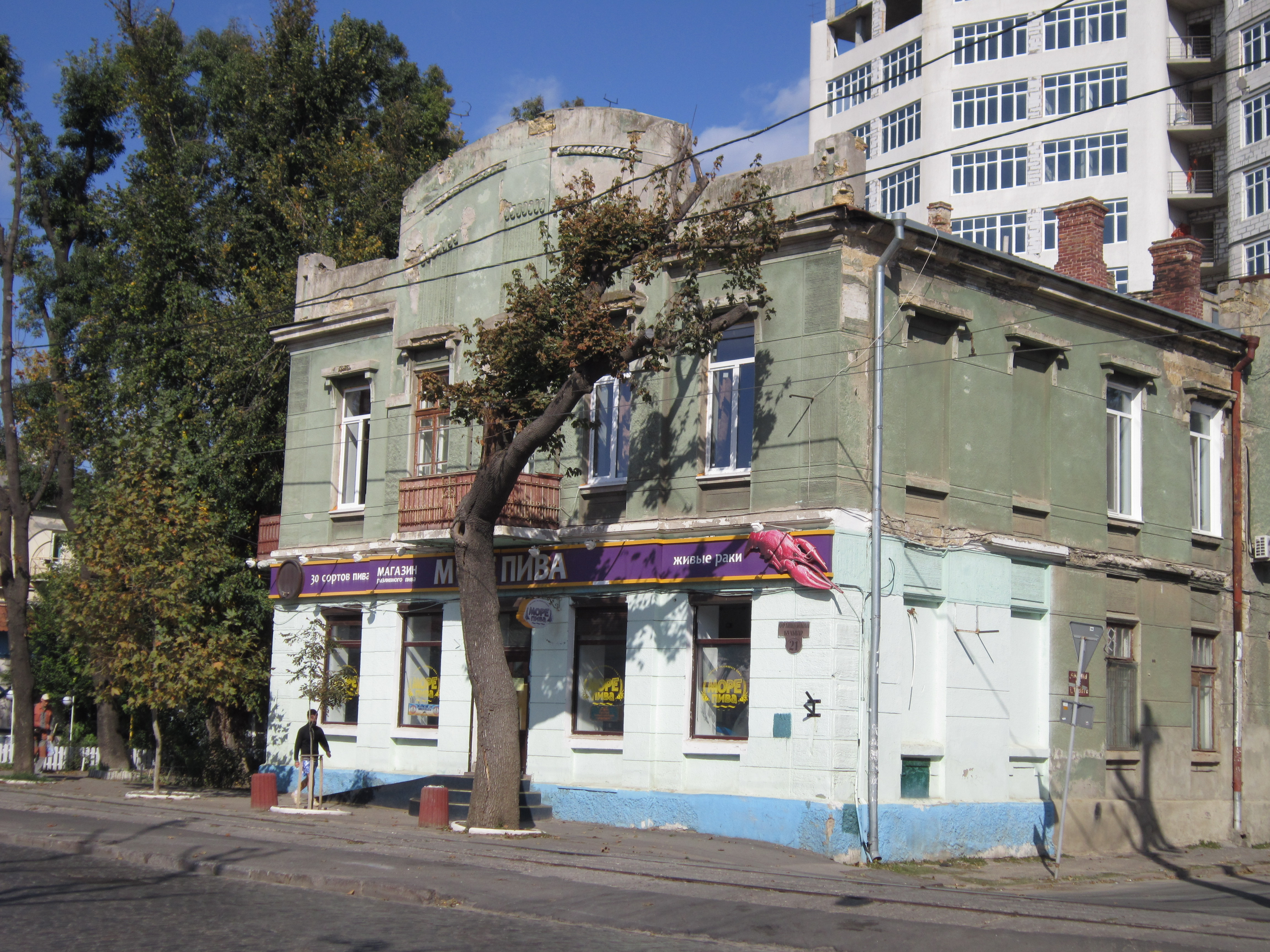
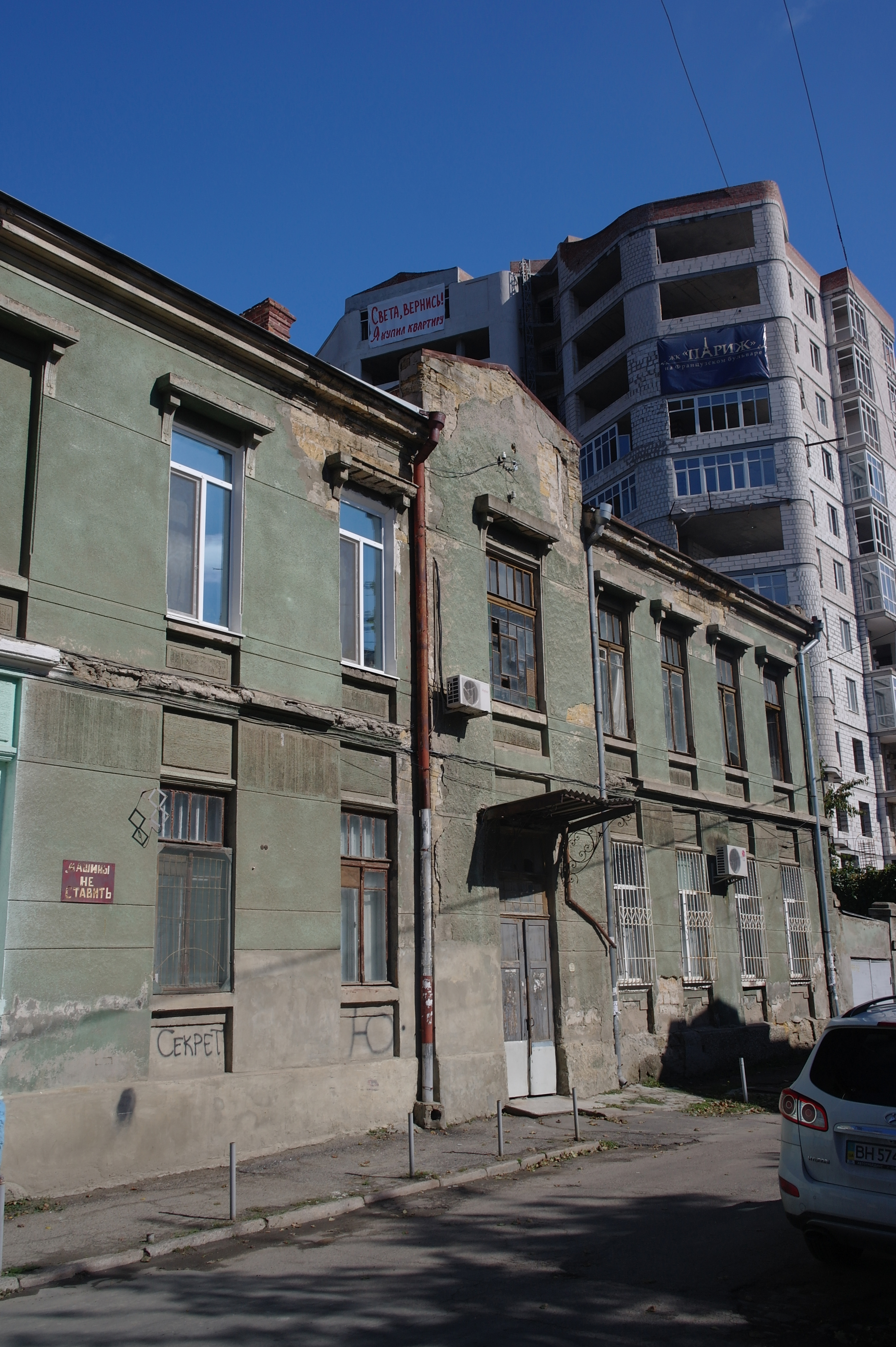
Південний фасад